# Level 42
Level 42 is een Britse jazzfunk-groep rond Mark King (basgitaar) en Mike Lindup (keyboard). Hun grootste hits hadden ze in de jaren 80 met de nummers Love Games, Lessons in Love, It's Over, To Be with You Again, Running in the Family en Heaven in My Hands.

## Biografie

### Het prille begin
Level 42 werd in 1979 op het Engelse eiland Wight opgericht door King, Lindup en de broers Phil Gould (drums) en Rowland Boon Gould (gitaar). Die laatste kwam er bij na een eenmalige repetitie met Dominic Miller, die later bekend zou worden als gitarist van Sting, maar meermalen gevraagd was te auditeren bij de band. Door zijn toenmalige drugsgebruik vergat hij echter iedere keer de auditie, waardoor het nooit tot een lidmaatschap van de band is gekomen. Oorspronkelijk heette de band 42, naar een grap in het boek The Hitchhiker's Guide to the Galaxy van de schrijver Douglas Adams, maar op verzoek van de platenmaatschappij werd er het woord Level aan toegevoegd en ontstond de naam Level 42.
De bandleden konden meerdere instrumenten spelen; zo begon Mark King als drummer in verschillende bands, waaronder de begeleidingsband van Falco. Maar tijdens een tournee door Europa sloeg het noodlot toe en moest hij zijn drumstel in Oostenrijk achterlaten om de terugreis naar Engeland te kunnen betalen. Omdat Level 42 met Phil Gould al een drummer had die beter was dan King, schakelde King over op bas en ontwikkelde hij een percussieve stijl waarin hij als eerste de left hand slap integreerde, waardoor hij als eerste bassist ter wereld de voordien onmogelijke 1/32e noot introduceerde. Aanvankelijk speelde Level 42 instrumentale nummers, maar omdat de platenmaatschappij er een zanger bij wilde hebben, besloten King en Lindup die taak op zich te nemen. Hun samenzang (Kings tenor op lead en Lindups falsetto als  tweede stem) werd net als de basgitaar kenmerkend voor het jazzfunk-geluid van Level 42.

### 1981–1982: een hitmachine komt op gang
De op Elite Records uitgebrachte debuutsingle Love Meeting Love leverde een contract op bij Polydor en medio 1981 verscheen Love Games. Dit nummer werd meteen een hit (Veronica Alarmschijf op Hilversum 3 op 30 oktober 1981) die Level 42 in heel Europa bekend maakte. Vooral in Nederland werd de band met open armen ontvangen. Deze plaat werd een grote hit in de destijds drie hitlijsten op de nationale popzender en bereikte de 7e positie in zowel de Nederlandse Top 40 als de TROS Top 50 en de 4e positie in de Nationale Hitparade.
Ook het titelloze debuutalbum (waarvan het door Lindup gezongen Starchild tot live-klassieker uitgroeide) was een succes; reden te meer voor Polydor om The Early Tapes uit de zomer van 1980 op de markt te brengen. Hierdoor werd het tweede album Pursuit of Accidents uitgesteld tot najaar 1982; op single verschenen Lindups Weave Your Spell en The Chinese Way dat later bij veel concerten de afsluiter werd.

### 1983–1985: overgangsperiode
Voorjaar 1983 ging Level 42 naar Amerika om Standing in the Light op te nemen; dit album werd geproduceerd door Larry Dunn en Verdine White van Earth Wind & Fire. Het album klonk minder jazzy dan de twee voorgangers en luidde een vijfjarige periode in zonder instrumentale nummers.  Mike Lindup zong The Sun Goes Down (Living It Up) de Engelse top 10 in; deze single werd te midden van Out of Sight, Out of Mind en Micro-Kid uitgebracht.
In 1984 verscheen het album True Colours waarvan de eerste single Hot Water eindelijk weer eens de Nederlandse top 40 haalde. Met een nummer 3-notering was het hun grootste hit sinds Love Games. 
In 1985 kwam Level 42 met het live-album A Physical Presence, gevolgd door het studioalbum World Machine met de singles Something about You en Leaving Me Now. In Nederland haalden beide singles nog net de top 40; in eigen land werd Something about You met een nummer 6-notering een van hun grootste hits.

### 1986–1988:Running,Staringen wijziging
In 1987 kwam de grote ommezwaai met het album Running in the Family; hierop had de vertrouwde jazzfunk definitief plaatsgemaakt voor mainstream pop. Desondanks bleef het geluid toch typisch Level 42, en dat sloeg blijkbaar aan want het album verkocht goed. De nummers Lessons in Love, Running in the Family en It's Over werden grote hits. Ook de singles Children Say en To Be with You Again deden het goed. Het album veranderde het viertal in supersterren en gedurende de rest van de jaren 80 maakten Mark King en Mike Lindup deel uit van de begeleidingsband tijdens de prestigieuze Prince's Trust-concerten.
Ondanks het grote succes besloten de broertjes Gould de band te verlaten omdat ze zich niet meer konden vinden in de muzikale weg die Level 42 was ingeslagen; Boon Gould koos voor een gezinsleven, maar bleef echter zijn compositorische medewerking verlenen aan de daaropvolgende albums. Tijdens de najaarsconcerten van 1987 werden de broers vervangen door gitarist Paul Gendler en drummer Neil Conti (Prefab Sprout).
De nieuwe drummer werd Gary Husband (ook een multi-instrumentalist) die al in 1985 in beeld was toen Phil Gould vanwege een ruzie met Mark King de band dreigde te verlaten. De gitaarpartijen werden ingespeeld door Dominic Miller en door King zelf; Husband had Steve Topping aanbevolen, maar deze verdween weer even snel uit beeld nadat ook hij ruzie kreeg met King. In april 1988 werd Alan Murphy (ex-Kate Bush en Go West) de nieuwe gitarist.
Datzelfde jaar verscheen het album Staring at the Sun met de hitsingles Heaven in My Hands, Take a Look en Tracie (medegeschreven door Husband). De band was vier maanden lang op tournee en sloot af met zes concerten in de Wembley Arena; de opnamen hiervan verschenen pas in 1996 op cd.

### 1989–1990: gas terug
Op 19 oktober 1989, drie dagen na de release van de single Take Care of Yourself, kreeg Level 42 echter een grote tegenslag te verwerken; Alan Murphy overleed na een lang ziekbed aan de gevolgen van aids. De wereldtournee, ter promotie van de verzamelaar Level Best, werd afgezegd.
In december 1990 werd de podiumstilte doorbroken met een recordaantal van 15 concerten in de Londense Hammersmith Odeon; deze waren twee jaar van tevoren geboekt. Allan Holdsworth, een collega van Husband, nam de gitaarpartijen voor zijn rekening en Mike Lindup kreeg versterking van Lyndon Connah.
Niet alleen voor Level 42 was het album een groot succes. De fabrikanten van de basgitaren Alembic, Jaydee, Status en de basversterkerproducent Trace Elliot deden erg goede zaken in deze periode - ondanks de prijzen van een gemiddelde basgitaar van deze merken. Tegenwoordig speelt Mark King op basversterkers van Ashdown Labs en bestaat er een speciale 'retroglide'-versie van een Status-basgitaar.

### 1991–1994: een kaarsje dooft uit
Level 42 tekende een contract bij RCA en nam het album Guaranteed op dat pas in 1991 werd uitgebracht. Voor Level 42-begrippen was het een stevige rockplaat; de gelijknamige single werd een bescheiden hit. Omdat Mark King dacht dat Allan Holdsworth niet in vaste dienst wou treden (onterecht, zo bleek later) werd Jakko Jakszyk vlak voor de tournee aangenomen als nieuwe gitarist; met hem werden de B-kantjes en de onuitgebrachte nummers Fire en Free Your Soul opgenomen.
In januari 1993 stapte Husband op omdat hij niet langer met loops wou werken. Vermoedelijk op aandringen van RCA gingen Mark King en Mike Lindup weer samenwerken met Phil Gould. Dit resulteerde in 1994 in het album Forever Now waarop Jakszyk was vervangen door de Amerikaanse sessiegitarist Danny Blume en de houseact K-Klass werd ingeschakeld voor de productie van het nummer Learn to Say No. Het titelnummer haalde nog de Nederlandse top 40, maar de opvolgers All over You en Love in a Peaceful World werden geen hits. De band was qua populariteit voorbijgestreefd door enerzijds stijlgenoten als Jamiroquai en anderzijds de Britpopexplosie.
Phil Gould ging niet mee op tournee en dus waren Gavin Harrison en Jakko Jakszyk weer van de partij. Halverwege kondigde Level 42 aan ermee te stoppen; de ruzies en het vele toeren hadden hun tol geëist. Het afscheidsconcert was op 14 oktober 1994 in de Royal Albert Hall; Mark King vroeg de band van zijn jongere broer Nathan als voorprogramma.

### Soloprojecten

#### Boon en Phil Gould
Behalve voor Level 42 en Mark King schreef Boon Gould ook nummers voor zichzelf; deze verschenen in 1995 op het solo-album Tin Man.
Phil Gould werkte mee aan het album United States of Mind van Mick Talbot & Steve White (ex-leden van The Style Council).

### Reünie?
In 1999 jamde Mike Lindup tijdens een besloten avond met Phil en Boon Gould; ze speelden een aantal nummers van Level 42. Het vervolg kwam in 2000 tijdens zijn bruiloft, maar dan met Mark King, Phil Gould en Wally Badarou. Plannen om met de oorspronkelijke bezetting nieuw materiaal op te nemen en eventueel op tournee te gaan liepen stuk omdat King en Gould binnen de kortste keren weer ruzie kregen.
Mark King nam eind 2001 de rechten op de groepsnaam van Mike Lindup over en trad vanaf dat moment weer op als Level 42; bijgestaan door Lyndon Connah, Gary Husband, saxofonist Sean Freeman en Nathan King die de falsetpartijen voor zijn rekening nam. Lindup was bereid om mee te werken aan toekomstige albums, maar wilde niet aan tournees. 

### 2006: comebackalbumRetroglide
Uiteindelijk veranderde Lindup van gedachten en verzorgde hij op 13 februari 2005 een gastoptreden tijdens het concert in de Londense Forum. In 2006 keerde Lindup terug op het oude nest en verleende hij met de broers Gould zijn medewerking aan het nieuwe Level 42-album Retroglide dat op 11 september 2006 uitkwam. De voltallige originele bezetting was te horen op het nummer Ship. Het album, met de single Dive Into the Sun, was alleen verkrijgbaar via internet, net als de dvd-registratie van het concert dat op 31 oktober 2006 in Oxford was vastgelegd. 
In 2008 kwam Level 42 naar The Hague Jazz Festival met Billy Cobham als gastdrummer. De samenwerking bleek geen succes, aangezien Cobham er (volgens eigen zeggen door een fout in de clicktrack) structureel naast zat. Gary Husband was ondertussen bezig met andere projecten waaronder de band van John McLaughlin, bij wie hij zich in 2009 aansloot. Datzelfde jaar gaf Husband zijn laatste concerten met Level 42.

### 2010–2012: dertigjarig jubileum en heruitgaven
In 2010 vierde Level 42 het dertigjarig jubileum door op wereldtournee te gaan met de even oude drummer Pete Ray Biggin (o.a. Amy Winehouse, Mark Ronson en Incognito) als nieuwe aanwinst. In deze bezetting speelde de band in Nederland eerst op Neerpelt Open Air (28 mei) en Retropop (12 juni) alvorens een reeks clubconcerten te geven. Ook verschenen de cd-box Living It Up (singles, niet eerder uitgebrachte nummers en akoestische versies van oude hits) en een live-dvd die 18 februari 2009 in het Utrechtse Muziekcentrum Vredenburg was opgenomen.
In oktober 2011 speelde de band in Indonesië en België; op 23 november waren Mark King, Mike Lindup en Pete Ray Biggin aanwezig bij het Prince's Trust-concert.
In 2012 vierde Level 42 het 25-jarig jubileum van Running in the Family met een luxe heruitgave en een tournee door Engeland, Scandinavië en Nederland. Tijdens de tournee speelde de band een aantal akoestische nummers met Mike Lindup op accordeon en Pete Ray Biggin op percussie. In Bristol vierde Mark King zijn verjaardag en kwam Boon Gould meespelen.

### 2013-2016:Sirens
In oktober 2013 verscheen de ep Sirens met daarop zes  nummers. De ep werd geproduceerd door John Morales en betekende voor Level 42 een terugkeer naar hun roots van begin jaren 80. In 2014 toerde de band ter promotie van Sirens; tijdens een concert in Bournemouth viel Gary Husband in voor Pete Ray Biggin. In november kwam Level 42 naar Nederland.
In september 2015 maakte de band dvd- en cd-opnamen van het concert in de Indigo O2 Arena; Sirens Tour Live kwam aan het eind van het jaar uit.
In 2016 speelde Level 42 op een aantal festivals; behalve Engeland en het Europese vasteland werden ook Curaçao, Chili en Argentinië aangedaan. In juli kwam de band naar het wereldberoemde North Sea Jazz festival in Rotterdam om vier maanden later terug te keren voor clubconcerten. Tevens was er de aankondiging van de nieuwe ep Sirens II.

### 2017-heden
In 2017 toerde Level 42 met Ali Campbell's versie van UB40. Beide bands deden daarbij 24 juni 2017 het Night at the Park-festival in Den Haag aan. In het najaar van 2018 kwam Level 42 naar Nederland met de Eternity-tournee. 
In mei 2019 werd Boon Gould thuis in Dorset op 64-jarige leeftijd dood aangetroffen. In 2019 gaf Level 42 drie festivalconcerten in Nederland waaronder Bospop op 18 juli.
Level 42 zou op 16 maart 2020 met het BBC Concert Orchestra optreden; dit ging niet door vanwege de lockdown. De tournee ter gelegenheid van het veertigjarig jubileum werd verplaatst naar 2021, waarbij de band in november naar Nederland kwam voor concerten in de Melkweg en Tivoli.
In november 2022 trad Level 42 op tijdens de Leverkuser Jazztage waarvan Rockpalast opnamen maakte.
Voor 2023 werd de Lving It Up-tournee aangekondigd; bij de Britse concerten in oktober en november verzorgen The Christians het voorprogramma.

## Discografie

### Albums
| Album met eventuele hitnotering(en) in de Nederlandse Album Top 100 | Datum van verschijnen | Datum van binnenkomst | Hoogste positie | Aantal weken | Opmerkingen   |
| ------------------------------------------------------------------- | --------------------- | --------------------- | --------------- | ------------ | ------------- |
| Level 42                                                            | 1981                  | -                     |                 |              |               |
| Strategy/The Early Tapes                                            | 1982                  | 17-04-1982            | 43              | 5            |               |
| The Pursuit of Accidents                                            | 1982                  | 25-09-1982            | 27              | 6            |               |
| Standing in the Light                                               | 1983                  | 10-09-1983            | 31              | 4            |               |
| True Colours                                                        | 1984                  | 13-10-1984            | 12              | 10           |               |
| A Physical Presence                                                 | 1985                  | 06-07-1985            | 28              | 12           | Live-album    |
| World Machine                                                       | 1985                  | 19-10-1985            | 11              | 38           |               |
| Running in the Family                                               | 1987                  | 28-03-1987            | 3               | 55           |               |
| Staring at the Sun                                                  | 1988                  | 01-10-1988            | 1(2wk)          | 29           |               |
| Level Best                                                          | 1989                  | 18-11-1989            | 6               | 25           | verzamelalbum |
| Guaranteed                                                          | 1991                  | 21-09-1991            | 7               | 11           |               |
| On the Level                                                        | 1991                  | -                     |                 |              | verzamelalbum |
| The Remixes                                                         | 1992                  | 08-08-1992            | 59              | 6            | verzamelalbum |
| On a Level                                                          | 1993                  | -                     |                 |              | verzamelalbum |
| Lessons in Love - Best                                              | 1993                  | -                     |                 |              | verzamelalbum |
| Forever Now                                                         | 1994                  | 26-03-1994            | 30              | 9            |               |
| To Be with You Again                                                | 1995                  | -                     |                 |              | verzamelalbum |
| Turn It On                                                          | 1996                  | -                     |                 |              | verzamelalbum |
| Live at Wembley 1989                                                | 1996                  | -                     |                 |              | Live-album    |
| The Master Series                                                   | 1996                  | -                     |                 |              | verzamelalbum |
| Retroglide                                                          | 2006                  | 23-09-2006            | 92              | 1            |               |

### Singles
| Single met eventuele hitnotering(en) in de Nederlandse Top 40 | Datum van verschijnen | Datum van binnenkomst | Hoogste positie | Aantal weken | Opmerkingen                                                                                        |
| ------------------------------------------------------------- | --------------------- | --------------------- | --------------- | ------------ | -------------------------------------------------------------------------------------------------- |
| Love Games                                                    | 1981                  | 07-11-1981            | 7               | 8            | Veronica Alarmschijf Hilversum 3 / #4 in de Nationale Hitparade / #7 in de TROS Top 50             |
| Starchild                                                     | 1981                  | 09-01-1982            | 24              | 5            | #17 in de Nationale Hitparade / #20 in de TROS Top 50                                              |
| The Chinese Way                                               | 1983                  | 26-03-1983            | tip18           | 4            | |
| Hot Water                                                     | 1984                  | 08-09-1984            | 3               | 11           | Veronica Alarmschijf Hilversum 3 / #4 in de Nationale Hitparade / #3 in de TROS Top 50             |
| The Chant Has Begun                                           | 1984                  | 10-11-1984            | tip             | -            | |
| Something about You                                           | 1985                  | 16-11-1985            | 32              | 4            | AVRO's Radio en TV-Tip Hilversum 3 / #33 in de Nationale Hitparade / #30 in de laatste TROS Top 50 |
| Leaving Me Now                                                | 1985                  | 15-02-1986            | 33              | 4            | #27 in de Nationale Hitparade                                                                      |
| Lessons in Love                                               | 1986                  | 14-06-1986            | 2               | 15           | Veronica Alarmschijf Radio 3 / #2 in de Nationale Hitparade                                        |
| Running in the Family                                         | 1987                  | 14-02-1987            | 3               | 11           | Veronica Alarmschijf Radio 3 / #3 in de Nationale Hitparade Top 100                                |
| To Be with You Again                                          | 1987                  | 02-05-1987            | 6               | 9            | #10 in de Nationale Hitparade Top 100                                                              |
| It's Over                                                     | 1987                  | 26-09-1987            | 7               | 9            | TROS Paradeplaat Radio 3 / #8 in de Nationale Hitparade Top 100                                    |
| Children Say                                                  | 1987                  | 19-12-1987            | 9               | 7            | Veronica Alarmschijf Radio 3 / #8 in de Nationale Hitparade Top 100                                |
| Heaven in My Hands                                            | 1988                  | 03-09-1988            | 7               | 11           | TROS Paradeplaat Radio 3 / #4 in de Nationale Hitparade Top 100                                    |
| Take a Look                                                   | 1988                  | 12-11-1988            | 14              | 5            | #15 in de Nationale Hitparade Top 100                                                              |
| Tracie                                                        | 1989                  | 11-02-1989            | 14              | 6            | #12 in de Nationale Hitparade Top 100                                                              |
| Take Care of Yourself                                         | 1989                  | 28-10-1989            | 11              | 7            | TROS Paradeplaat Radio 3 / #12 in de Nationale Hitparade Top 100                                   |
| Guaranteed                                                    | 1991                  | 24-08-1991            | 13              | 6            | #20 in de Nationale Top 100                                                                        |
| Overtime                                                      | 1991                  | 02-11-1991            | tip18           | 3            | #51 in de Nationale Top 100                                                                        |
| Forever Now                                                   | 1994                  | 26-03-1994            | 31              | 4            | #25 in de Mega Top 50                                                                              |

| Single met hitnotering(en) in de Vlaamse Ultratop 50 | Datum van verschijnen | Datum van binnenkomst | Hoogste positie | Aantal weken | Opmerkingen |
| ---------------------------------------------------- | --------------------- | --------------------- | --------------- | ------------ | ----------- |
| Love Games                                           | 1981                  | 28-11-1981            | 15              | 6            |             |
| Hot Water                                            | 1984                  | 15-09-1984            | 5               | 10           |             |
| Lessons in Love                                      | 1986                  | 14-06-1986            | 3               | 14           |             |
| Running in the Family                                | 1987                  | 21-02-1987            | 3               | 12           |             |
| To Be with You Again                                 | 1987                  | 02-05-1987            | 14              | 9            |             |
| It's Over                                            | 1987                  | 10-10-1987            | 12              | 6            |             |
| Children Say                                         | 1987                  | 26-12-1987            | 16              | 10           |             |
| Heaven in My Hands                                   | 1988                  | 17-09-1988            | 6               | 10           |             |
| Take a Look                                          | 1988                  | 19-11-1988            | 24              | 5            |             |
| Tracie                                               | 1989                  | 11-02-1989            | 24              | 6            |             |
| Take Care of Yourself                                | 1989                  | 18-11-1989            | 30              | 6            |             |
| Guaranteed                                           | 1991                  | 07-09-1991            | 20              | 6            |             |

### NPO Radio 2 Top 2000
| Nummers met noteringen in de NPO Radio 2 Top 2000 | '99  | '00  | '01 | '02  | '03  | '04  | '05  | '06  | '07  | '08  | '09  | '10  | '11  | '12  | '13  | '14  | '15  | '16  | '17  | '18  | '19  | '20  | '21  | '22  | '23  | '24  |
| ------------------------------------------------- | ---- | ---- | --- | ---- | ---- | ---- | ---- | ---- | ---- | ---- | ---- | ---- | ---- | ---- | ---- | ---- | ---- | ---- | ---- | ---- | ---- | ---- | ---- | ---- | ---- | ---- |
| It's Over                                         | 817  | -    | 565 | 1121 | 1215 | 1365 | 1583 | 1607 | 1799 | 1508 | 1706 | 1382 | 1600 | 1482 | 1515 | 1333 | 1493 | 1604 | 1673 | -    | -    | -    | -    | -    | -    | -    |
| Lessons in Love                                   | 617  | 634  | 666 | 700  | 1129 | 1240 | 1412 | 1270 | 1868 | 1312 | 1595 | 1358 | 1411 | 1526 | 1375 | 1047 | 1271 | 1256 | 1248 | 1378 | 1534 | 1264 | 1399 | 1445 | 1338 | 1500 |
| Love Games                                        | 596  | 1449 | 501 | 997  | 1172 | 1810 | 1674 | 1741 | 1767 | 1562 | 1783 | 1701 | 1787 | 1712 | 1815 | 1256 | 1638 | 1683 | 1667 | 1956 | -    | 1992 | 1957 | -    | -    | -    |
| Running in the Family                             | 1255 | 1526 | 963 | 1673 | 1860 | -    | -    | -    | -    | -    | -    | -    | -    | -    | -    | -    | -    | -    | -    | -    | -    | -    | -    | -    | -    | -    |

1. ↑  Een '-' betekent dat het nummer niet was genoteerd en een vetgedrukt getal geeft de hoogste notering van een nummer aan.